# Gerhard Kleinböck

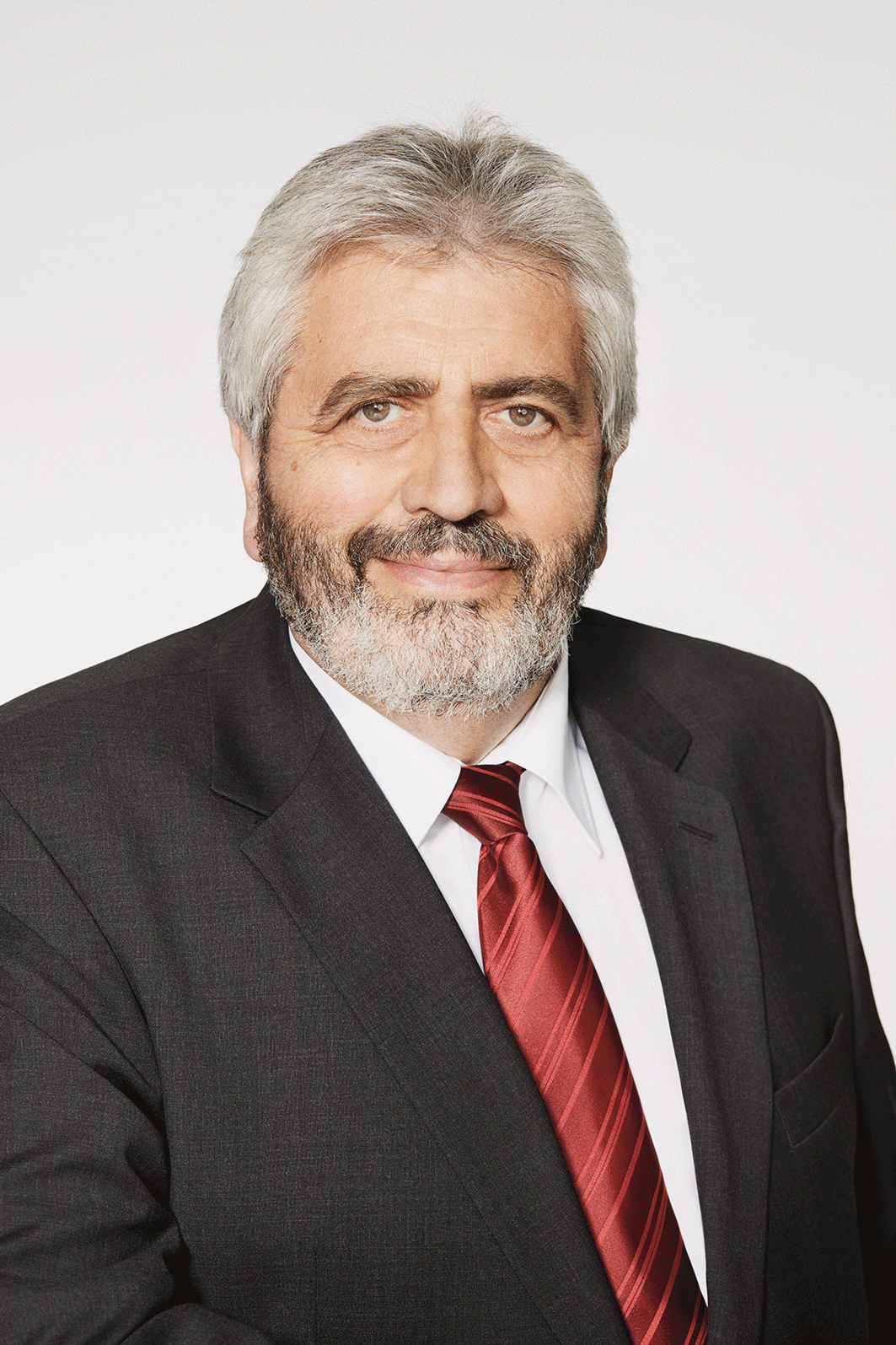
Gerhard Kleinböck (2018)

Gerhard Kleinböck (* 8. September 1952 in Ladenburg) ist ein deutscher Politiker  der SPD. Von 2009 bis 2021 war er Mitglied des Landtags von Baden-Württemberg.

## Ausbildung und Beruf
Gerhard Kleinböck besuchte die Volksschule Ladenburg und machte dort seine Mittlere Reife. Im Anschluss folgte eine Ausbildung zum Industriekaufmann. Auf dem zweiten Bildungsweg erlangte er im Jahr 1974 in Weinheim sein Abitur. Es folgte ein Studium der Volkswirtschaftslehre an der Universität Heidelberg und der Wirtschaftspädagogik an der Universität Mannheim. Im Jahr 1980 legte er sein erstes Staatsexamen, 1982 das zweite ab.
Im Jahr 1982 begann er als Lehrer an der Martin-Behaim-Schule in Darmstadt. 1995 wurde er zum Studiendirektor und Abteilungsleiter befördert. Von 2009 bis 2016 war er Schulleiter der kaufmännisch-berufsbildenden Friedrich-List-Schule in Darmstadt.

## Politische Tätigkeit
Im Jahr 1970 begann Gerhard Kleinböck sein politisches Engagement bei den Jusos in Ladenburg. 1976 trat er dann in die SPD ein. Von 1982 bis 1989 und 2004 bis 2011 war er Mitglied des Gemeinderats seiner Heimatstadt; ab 2004 als Fraktionsvorsitzender. 1993 kandidierte Kleinböck für das Amt des Bürgermeisters von Ladenburg, unterlag aber gegen Rolf Reble (CDU). Seit 1994 ist Gerhard Kleinböck Vorsitzender und Kreisdelegierter der SPD Ladenburg.
Im September 2009 rückte Kleinböck als Zweitkandidat im Wahlkreis Weinheim für Hans Georg Junginger in den Landtag nach. Zur Landtagswahl 2011 trat Kleinböck als Direktkandidat im Wahlkreis Weinheim an. Er konnte sein Zweitmandat verteidigen und zog erneut in den Landtag von Baden-Württemberg ein.
Bei der Landtagswahl 2016 wurde Kleinböck erneut über ein Zweitmandat in den Landtag gewählt. Dort war er Mitglied im Verkehrsausschuss sowie stellvertretender Vorsitzender des Ausschusses für Kultus, Jugend und Sport. Der ehemalige Schulleiter war schulpolitischer Sprecher der SPD-Landtagsfraktion. Bei der Landtagswahl in Baden-Württemberg 2021 kandidierte er nicht erneut.
Ab ihrer Gründung 2012 war Gerhard Kleinböck Landesvorsitzender der Arbeitsgemeinschaft für Bildung Baden-Württemberg (AfB) der SPD.

## Privates
Kleinböck ist verheiratet und hat zwei erwachsene Kinder.